# Adam Badowski (przedsiębiorca)
Adam Konrad Badowski (ur. 19 października 1975) – polski grafik i przedsiębiorca.

## Życiorys
Absolwent filozofii na wydziale Filozoficzno-Historycznym Uniwersytetu Łódzkiego. W 1995 roku rozpoczął pracę jako projektant i rysownik dla agencji Kolski and Partners Film & Advertising. Od 2002 związany z Grupą CD Projekt. Jako grafik 3D i animator współtworzył pierwszy łódzki skład pracujący nad projektem Wiedźmin. Współodpowiedzialny za koncepcję i wizję artystyczną gier Wiedźmin (2007) i Wiedźmin 2: Zabójcy Królów (2011). Przed połączeniem CD Projekt Red Sp. z o.o. z CD Projekt RED S.A. pełnił funkcje Członka Zarządu CD Projekt RED Sp. z o.o. będąc głównie odpowiedzialnym za funkcjonowanie spółki oraz realizowaną przez nią produkcję gier.

## Odznaczenia i wyróżnienia
- Krzyż Kawalerski Orderu Odrodzenia Polski (2013)[2].
- Śląkfa w kategorii Wydawca Roku[3]